# گمینا دوبژنگوو دوژه
گمینا دوبژنگوو دوژه (به لهستانی:  Gmina Dobrzyniewo Duże) یک گمینا در لهستان است که در شهرستان بیاوستوک واقع شده‌است. گمینا دوبژنگوو دوژه ۱۶۰٫۶۷ کیلومتر مربع مساحت و ۷٬۹۳۳ نفر جمعیت دارد.